# Carolina Fredriksson
Carolina Fredriksson, född 3 januari 1985, är en svensk författare. Hon debuterade 2011 med romanen Flod, för vilken hon nominerades till Augustpriset samma år.

## Biografi
Carolina Fredriksson växte upp i Långedrag i stadsdelen Älvsborg i Göteborg. Hon är idag boende i Göteborg.
Efter gymnasiet började Fredriksson Arkitekturprogrammet på Chalmers år 2005. Hon läste skrivarlinjen på Skurups Folkhögskola år 2006/2007 och var då redaktör för antologin Insulae. Därefter läste hon klart kandidatexamen i arkitektur på Chalmers. Hon har även läst litteraturvetenskap på Göteborgs universitet. Via Anna Ahrenbergs Romstipendium skrev hon ett konstnärligt examensarbete i arkitektur på Svenska Institutet i Rom år 2012. Fredriksson arbetade år 2015–2018 på stadsbyggnadskontoret i Göteborg.
Bland Fredrikssons litterära förebilder återfinns Mare Kandre, John Steinbeck och Margaret Atwood.

### Flod
2011 utkom Fredrikssons debutroman Flod. Enligt författaren själv är boken en berättelse om ensamhet och utsatthet: "Flod handlar om två barn – Kappen och Alka – som bor under en bro i en husbil. Den handlar också om Ina, som är lite äldre och besöker barnen ibland. Det handlar om ensamhet och utsatthet – de här barnen lever inte i samhället, utan i en ganska utsatt miljö".
Boken blev nominerad till Augustpriset samma år, där juryns motivering löd: "Brofästets betongpelare och biltrafikens brus överskuggar hela världen för barnen Alka och Kappen, ensamma kvarlevor från en kåkstad som nästan helt försvunnit från grusslänten och ur minnet. Med civilisationen avskalad till en sliten husbil blir språket och lekarna byggstenar för en skör ny lycka där en smutsig fender blir en hund och trasiga strandfynd vidunderliga. Carolina Fredrikssons 'Flod' är skildrad helt ur barnens perspektiv. Hon höjer en drabbande aktuell och realistisk skildring av livshotande fattigdom i våra städer till en dystopisk fabel utanför tid och rum: arkaisk, otäck och vacker."
Det uteblivna Augustpriset till trots fick Fredriksson motta Mare Kandre-priset 2011 för Flod. Juryn motivering löd: ”För att hon på ett återhållsamt, rytmiskt språk lyckas förankra sin berättelse realistiskt på en obestämd plats i en obestämbar tid, och samtidigt göra den surrealistiskt drömartad och dystopisk. Med koncentration i det korthuggna språket gestaltar hon barns verklighet och utsatthet i en outhärdlig vardag, konsekvent skildrad ur barnets perspektiv och på barnets villkor. Den arkitektoniskt detaljrikt beskrivna bron bildar ramen för berättelsen, men genom de knappa, karga replikerna och en söndertummad gammal atlas kan barnen också förflyttas från det grymma livet under bron till en ljusare, mer sagolik värld. Författaren skriver lika knivskarpt som sinnligt fram barnets kraft att med fantasins hjälp skapa sitt eget universum, mer uthärdligt än den värld barnet hamnat i.”
2012 var Fredriksson även nominerad till Borås Tidnings debutantpris.

## Priser och utmärkelser
- 2011 – Mare Kandre-priset
- 2012 – Albert Bonniers stipendiefond för yngre och nyare författare